# Miguel Rodríguez Bescansa
Miguel Rodríguez Bescansa (Pamplona (España), 9 de abril de 1900 - Yebel Malmusi, Alhucemas, Marruecos español, 22 de septiembre de 1925). Militar español que participó en la guerra del Rif, condecorado dos veces con la Cruz Laureada de San Fernando.

## Biografía
El capitán de infantería Miguel Rodríguez Bescansa nació el 9 de abril de 1900 en Pamplona. A los 15 años, siendo soldado, asistió a la conquista de Hasi Berkán. Ese mismo año, ingresó en la Academia de Infantería. No hubo combate de importancia en la campaña africana en el que no se encuentre presente el teniente Rodríguez Bescansa. En el bosque de Sidi Dauetz, siendo capitán, escribió una página legendaria. El 17 de julio de 1925 protagonizó una de las acciones que definen la categoría de un jefe, al tener que imponerse en el fragor del combate a las fuerzas indígenas que mandaba, desconcertadas por las bombas de la propia aviación que, al estar empeñados en lucha cuerpo a cuerpo con el enemigo, cayeron entre sus arqueos. Pistola en mano, y arengándoles en árabe, consiguió devolverles la moral y luchar hasta conquistar el objetivo asignado. Con el notable mérito, además, de que los efectivos, enemigos eran muy superiores. Por su comportamiento le fue concedida la Cruz Laureada de San Fernando. En septiembre del mismo año, participó en el desembarco de Alhucemas, con la harca de Agustín Muñoz Grandes. Fue el primer español que pisó tierra en la operación de desembarco, clavando la bandera de España en la tierra conquistada. Y el día 22 de septiembre, volvió a escribir otra página gloriosa en las estribaciones de Yebel Malmusi, donde después de conseguir imponerse al enemigo en un combate dantesco, resultó muerto de un balazo en la cabeza, cuando trataba de recoger el cadáver de uno de sus hombres. En esta ocasión volvió a ser recompensado con la Cruz Laureada de San Fernando. El capitán Rodríguez Bescansa recibió dos laureadas.